# Marielle Goitschel

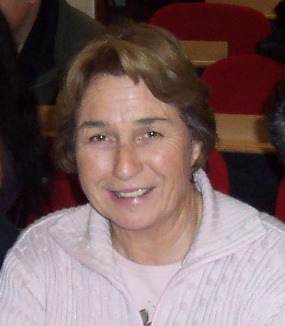
Marielle Goitschel

Marielle Goitschel (Sainte-Maxime, 28 september 1945) is een Franse voormalige alpineskiester.
Goitschel nam tweemaal deel aan de Olympische Winterspelen (in 1964 en 1968), die ook als wereldkampioenschappen alpineskiën golden. Op de Winterspelen van 1964 werd ze op de discipline reuzenslalom olympisch kampioene en wereldkampioene, op de slalom veroverde ze de zilveren medaille. Haar oudere zus Christine Goitschel werd op deze spelen tweede werd op de reuzenslalom en olympisch kampioene op de slalom. Op de Winterspelen van 1968 won ze de gouden medaille op de slalom en werd ze wereldkampioene op de combinatie, de enige alpineski discipline die niet op het olympisch programma stond.
Bij de wereldkampioenschappen van 1962 werd ze wereldkampioene op de combinatie en op het WK van 1966 veroverde ze drie wereldtitels, op de afdaling, combinatie en reuzenslalom.
In de wereldbeker alpineskiën die in 1967 van start ging, eindigde ze in de eerste editie als tweede in de algemene rangschikking en won ze de wereldbeker op de afdaling en slalom (deze laatste gedeeld met landgenote Annie Famose). In 1968 eindigde ze als vierde in de algemene rangschikking en won ze weer de wereldbeker op de slalom.

## Erelijst
1948: Gretchen Fraser ·
1952: Andrea Mead-Lawrence ·
1956: Renée Colliard ·
1960: Anne Heggtveit ·
1964: Christine Goitschel ·
1968: Marielle Goitschel ·
1972: Barbara Cochran ·
1976: Rosi Mittermaier ·
1980: Hanni Wenzel ·
1984: Paoletta Magoni ·
1988: Vreni Schneider ·
1992: Petra Kronberger ·
1994: Vreni Schneider ·
1998: Hilde Gerg ·
2002: Janica Kostelić ·
2006: Anja Pärson ·
2010: Maria Riesch ·
2014: Mikaela Shiffrin ·
2018: Frida Hansdotter ·
2022: Petra Vlhová
1952: Andrea Mead-Lawrence ·
1956: Ossi Reichert ·
1960: Yvonne Rüegg ·
1964: Marielle Goitschel ·
1968: Nancy Greene ·
1972: Marie-Therese Nadig ·
1976: Kathy Kreiner ·
1980: Hanni Wenzel ·
1984: Debbie Armstrong ·
1988: Vreni Schneider ·
1992: Pernilla Wiberg ·
1994: Deborah Compagnoni ·
1998: Deborah Compagnoni ·
2002: Janica Kostelić ·
2006: Julia Mancuso ·
2010: Viktoria Rebensburg ·
2014: Tina Maze ·
2018: Mikaela Shiffrin ·
2022: Sara Hector
- Bibliothèque nationale de France: cb15957267z (data)
- International Standard Name Identifier: 0000 0000 5690 2792
- Système universitaire de documentation: 191342343
- Virtual International Authority File: 79217488